# 遍照院 (大田区)
遍照院（へんじょういん）は、東京都大田区にある真言宗智山派の寺院。

## 概要
創建年代は不明であるが、江戸幕府昌平坂学問所が編纂した『新編武蔵風土記稿』には当院が記載されているので、江戸時代後期には既に存在していたと推測される。
境内には、大田区の文化財に指定されている供養塔群がある。これらの供養塔で最も古いのは「承応3年（1654年）」の銘が入っているので、その時代まで当院の歴史を遡ることができる。

## 交通アクセス
- 矢口渡駅より徒歩2分（経路案内）。